# 中國香港乒乓總會
中國香港乒乓總會（英語：Hong Kong, China Table Tennis Association），前稱香港乒乓總會（英語：Hong Kong, China Table Tennis Association），成立於1936年，為國際乒乓球聯合會、亞洲乒乓球聯盟的會員，並獲香港體育協會暨奧林匹克委員會確認為代表香港乒乓球運動的法定團體，可選派代表隊代表香港參加國際運動會的乒乓球比賽。總會的宗旨為促進和推動乒乓球運動。

## 組織架構
| - 會長： 余潤興先生 - 副會長： 梁適華先生 馮永逸先生 - 主席： 余國樑先生 - 副主席： 梁家治先生 - 義務秘書： 張達全先生 - 義務財政： 吳欣榮先生 - 義務司庫： 郭嘯南先生 | - 執委會委員： 洪子邦先生 蘇根源先生 陳昌麒先生 謝國華先生 伍澤連先生 劉普榮先生 詹美芬女士 余國賢先生 何乃光先生 蕭潔雯女士 |

## 運動員培訓
香港乒乓總會負責培育具潛質的乒乓球運動員，並為他們提供不同技術級別的培訓及參加國際比賽。

### 訓練架構
香港乒乓總會現時提供的訓練架構，從低至高如下：
- 新一代乒乓球訓練班
- 初中級進修班
- 青苗乒乓球培訓計劃i
- 少兒精英隊(12或以下)
- 恒生精英隊
- 香港青少年乒乓球代表隊
- 香港乒乓球代表隊

### 香港乒乓球代表隊
- 教練：

陳江華（男子隊）
李靜（女子隊）
高禮澤（青年隊）
| - 男子隊成員： 張鈺 唐鵬 柱恩 謝嘉俊 江天一 黃鎮廷 麥景皓 趙頌熙 | - 女子隊成員： 帖雅娜 姜華珺 國詩 李皓晴 吳穎嵐 管夢圓 李清韻 杜凱琹 |

（更新日期：18/03/2014）

## 外部連結
- 官方网站 （页面存档备份，存于）
- 中國香港體育協會暨奧林匹克委員會 網站 - 香港乒乓總會簡介